# ∀GUNDAM
《∀鋼彈》（日语：∀ガンダム，讀作Turn-A鋼彈）是於1999年為了慶祝鋼彈系列誕生二十週年而製作的一套TV版動畫作品，也是該系列第八部长篇动画连续剧。由鋼彈原作者的富野由悠季擔綱編導，並集結了許多重量級陣容製作而成，從1999年4月9日到2000年4月14日，由日本富士電視台播放了全系列共五十話，而2002年又以TV版内容為基礎之下做剪輯與編輯，製作出∀鋼彈電影版「地球光」和「月光蝶」。本作品與《機動神腦》、並稱為富野的復活三部曲，並獲選為2002年第六屆日本新媒體動漫藝術節動畫部門推薦作品。

## ∀的意義
∀這個符號在數學上代表著For All，也就是對於所有的的意思。這代表著本作品試著把所有的GUNDAM作品結合在同一個時空下。因此本作中會出現過去各個鋼彈作品以及不同世界觀中的機體、機械。
本作中的人類所理解的鋼彈紀元，乃至後續的新紀元，都屬於遙遠的古代歷史的一部分，且一律統稱為宇宙世紀，本作使用類似於《基地系列》和《沙丘系列》的設定，故事是發生在遠未來的，其設定的時代和現代之中，間隔著一個以地球為中心的近未來太空開拓歷史。而與《基地系列》和《沙丘系列》相異之處，在於遺棄地球且遠離太陽系的新人類並沒有將地球毀滅或是遺忘地球，是以本作得以從殘留在地球的人類的角度出發，來看故事的發展。

## 故事概要

### 前史
故事舞台是在遙遠的未來，部分人類已經離開太陽系，並在太陽系外獨立發展出高度文明。這個文明的一架機體（TURN X）因不明原因漂流回到地球圈。當時，地球圈的人們感受到了其先進技術帶來的威脅。為了應對可能來自太陽系外勢力的入侵，地球圈的人們參考了Turn X的系統和技術，創造了∀鋼彈。
儘管外太空勢力的入侵未曾發生，地球圈內部的矛盾不斷激化，最終引發了一場消耗戰。地球圈的人們因此分裂為兩派：持有∀的地球人主張重置並復興文明，而擁有Turn X的月之民則試圖利用科技的力量解決一切衝突。這場分歧引發了涉及全人類的空前規模戰爭。在被稱為「最終戰爭」的高潮階段，兩台Turn型機體被投入戰場。結果，Turn X被擊敗，而∀使用其「月光蝶」摧毀了地球上的文明。Turn X胸部的X形印記是其在這場戰鬥中受到的損傷，無法通過任何手段修復。戰爭結束後，地球表面被一層新的表土覆蓋，月之民也被迫撤離地球。兩台機體則在戰後被埋葬於各自最終目的地所形成的環形山脈中。在這場大戰中倖存的地球人，在接下來的兩千多年裡逐步建立起相對發達的文明，最終進入類似第二次科技革命的時代。
而留在月球上的月之民，則保留了過去地球文明所發展的高科技（但與太陽系外的文明相比仍有巨大差距）。這些月球居民渴望重返地球，於是派遣了「先遣部隊」，展開實驗性移民，並試圖與留守地球的人類重新建立聯繫。

### 本傳
兩年後(設定為正曆2345年)，「先遣部隊」成功後確認了自己適應當代地球後，而派遣了先鋒部隊Dianna Counter來到了Ameria（原來的美洲），想為月球人的移民做預備。而這個舉動惹怒了Ameria上的各領地，其後雙方談判不果。於是在地球跟月球就開始了小規模的衝突。及後月球軍方首領戰鬥神基姆·金卡拉姆叛變，亦加入戰爭。
而部隊Dianna Counter的成員羅倫，在經過兩年適應並融入當地後，於成人儀式上遭遇迪亞娜回歸軍攻擊村莊，無意中啟動了被地球人誤會為神像，舊地球守軍的最強（曾經讓人類文明瀕臨滅亡）MS ∀GUNDAM，故事正式開始。

## 評比
本次《∀鋼彈》的美術風格與以往作品截然不同。由安田朗負責設計的人物，帶有濃厚的「世界名作劇場」風格，這種獨特的設計在最初曾引發不少爭議與揶揄。然而，機械設定則由美國科幻設計大師席德·米德操刀，他顛覆了過去日式科幻作品中偏向美形的機械風格，而是基於實際運用方向，融入工業設計的巧思。最終呈現的成果讓觀眾大為驚艷。
在機體設計方面，初次公開時評價兩極，部分人難以接受，但隨著時間推移，越來越多觀眾放開成見，欣賞其獨特之處，甚至有人認為這種設計展現了線條之美，甚至帶有某種「性感」的魅力。從周邊商品的角度來看，∀鋼彈與逆X分別成為 MG 版 GUNPLA 與 FW 鋼彈 CONVERGE 系列的第 100 號特別紀念作品，足見日本官方對這部作品的重視與尊敬。
劇情方面，本作與過去富野由悠季的作品不同，較少出現悲劇性的場面。主角的個性乖巧，與以往富野作品中經常描寫的青少年叛逆形象有所不同。此外，本作以「黑歷史」的形式，將從初代鋼彈開始的系列歷史總結呈現，因此也帶有「完結篇」的象徵意義。

## 登場人物

### 英格里薩民兵團
- 羅倫·塞克：

主角，銀髮綠眼褐色皮膚的神秘少年。
- 姬艾爾·海姆：高橋理惠子

蘇絲亞的姐姐。
- 蘇絲亞·海姆：村田秋乃

姬艾爾的妹妹。
- 葛安·薩多·萊因弗多：青羽剛
- 亞尼·歐畢斯：桐本琢也
- 米海爾·蓋倫：金尾哲夫
- 拉達拉姆·昆：沢木郁也
- 梅雪·昆：鬼頭典子
- 席德·蒙札：野島昭生
- 約瑟夫·耶特：佐藤节二

### 魯迦納民兵團
- 莉莉·伯爾加納：小林愛
- 瑪利剛中佐：石丸博也
- 賈邦·葛尼：大塚芳忠
- 艾姆茲：松本大
- 約翰：土屋利秀

### 迪亞娜回歸軍
- 迪亞娜·梳尼爾：高橋理惠子
- 哈利·歐德：稻田徹
- 波·艾吉：中西裕美子
- 菲爾·阿卡曼：小山剛志
- 米蘭·雷克斯：曽我部和恭
- 柯連·南達：川津泰彥
- 布魯諾：田中一成
- 亞可普：宇垣秀成

### 雷特隊
- 坎薩·卡夫卡：高乃麗
- 穆隆·穆隆：立木文彦

### 月球勢力
- 蒂蒂絲·哈雷：冬馬由美
- 彌姆·米德加爾德：水野龍司
- 基姆·金卡納姆：子安武人
- 史威松·史特洛：ウガンダ・トラ
- 亞格利帕·明提納：石丸博也
- 梅莉貝爾·加吉特：夏树莉绪

### 其他
- 芙蘭·德爾：渡辺久美子
- 基斯·雷傑：福山潤
- 威爾·基姆：坂口賢一
- 多娜·羅羅伊：折笠富美子

哈梅特的姐姐。
- 哈梅特·羅羅伊：村井厚之

多娜的弟弟。

## 登場機體

### 民兵團
∀鋼彈
- 名稱：∀鋼彈／∀Gundam（逆A鋼彈）
- 分類：MS
- 愛稱：白色人偶（白色巨神）、鬍子
- 型式編號：System－∀99（C.C.以前的型式編號）、WD－M01（民兵團編入時的型式編號）
- 駕駛員：羅倫．塞克
- 所屬：英格里薩民兵團
- 全高：20.0公尺
- 重量：28.6公噸
- 稼働重量：17.5公噸
- 發電機型式：DHGCP（縮退爐）
- 發電機出力（推定）：27000kw（±5000）
- 裝甲材質：FE型
- 武裝：

胸部多用途收納倉
∀鋼彈的胸部構造在設計上是幾近中空的，但這部分空間並沒有被浪費掉，而是成為了多目的武器庫，除了基本裝備的多用途飛彈發射莢倉之外，還能夠換裝搭載光束砲的驅動模組、導彈系統、機關炮以及近戰用的各種武裝裝備和輔助動力裝置等。另有這麼一說是∀鋼彈能夠透過空間轉移能力直接將收納倉內的武裝裝備任意轉移更換使用，但實際詳細不明。於劇中則是被用做家畜的搬運以及舊世紀核彈頭的藏匿等，也曾有經過民兵團改裝後安裝一般飛彈和小型飛彈使用的場面。
光束步槍
∀鋼彈對應中、遠距離戰鬥用的主要武裝，由於本機原先的戰略預想也有考慮到對艦的砲擊戰，因此配備了此等大功率的光束射擊兵器，擁有轉換為高出力射擊模式的功能，此模式下必須將槍托延展，並利用此時槍身右側露出的專用操控把手進行操作射擊，如果不轉換模式就強硬使用最大出力射擊則很可能會造成槍身損毀。於劇中則是考慮到武器輸出功率過高可能產生的危險性，因而將輸出功率降低至百分之五十以下使用。透過額外裝設的武器支架能夠將槍身直立式的固定於後背部位置，也可直接平掛於腰部後方的隱藏式接點上。
盾牌
∀鋼彈主要的防禦用裝備，碩大的盾面能夠保護到大部分的機體投射面積，與本體同樣擁有自我修復的機能，而厚實且具層次的設計除了針對物理攻擊能夠有效進行防護與減免之外，由於也受到I力場保護的關係，對光束武器的攻擊更有著絕對的防禦能力。劇中曾直接持盾牌正面抵擋MS沃多姆的對艦用光束砲長時間的直擊，在盾牌起的保護作用之下全機毫髮無傷。透過額外裝設的武器支架能夠將盾牌直立式的固定於後背部位置。
鋼彈流星錘
於英格里薩近郊存在著一座謎樣的祭祀小屋，其地底下暗藏著類似DOC基地的武器庫設施，而此武裝正是∀鋼彈從中取出使用的裝備，為質量打突用實體武器，使用方法為透過甩動投擲增加動能，接著在球身擊中敵人時動能將會轉換為相等的作用力殺傷敵人，球身同時暗藏著數量不明的向量噴嘴能夠加速其打突的速度與力道。在劇中雖然使用上的次數不多，但也曾出現過雙手皆持鋼彈流星錘戰鬥的特別場面。除此之外，鋼彈流星錘還能展開I-立場來干預敵機的驅動系統。
光束軍刀x2
∀鋼彈對應近距離戰鬥用的主要武裝，配置於雙肩後肩甲的光束軍刀專用收納座中，取下使用的狀態下能夠從劍柄產生出高溫、高壓的細長光束刃對目標物進行融斷並破壞，光束刃的形狀可因應使用狀況的不同而進行改變，例如具弧度的彎刃形狀，又或將兩柄光束軍刀併在一起產生出巨大的粗狀光束刃等。劇中也曾有透過握持著光束軍刀之下高速旋轉拳部，由旋轉狀態下的刃身形成一道有如光束盾的防護面防禦敵人攻擊的用法。
月光蝶
散佈裝置位於機體背部，在可動式的保護艙蓋之下隱藏著總計八具的噴散口，能夠散佈極為大量的毫微奈米機械群將人造無機物分解殆盡，造就了黑歷史的被封印武裝。除了分解人造物質的功能之外，另外在劇中也曾出現過展開月光蝶抵擋並吸收了江達魯姆戰艦全砲火攻擊的畫面，由此可知月光蝶可攻亦可守的性質，可謂為究極的武裝。此武裝來自發動狀態下如同展露的蝴蝶雙翼而得其名，但實際上並非一定得固定在蝶翼般的形態，於劇中尾聲時與MS 逆X的一戰中就多次以單純噴散的畫面做呈現。
腹部光束加農x2
配置於胸腹部之間，為隱藏式的構造，必須開啟保護艙蓋並將發射裝置露出才能夠使用，能夠發射出如雨幕般的擴散光束進行大範圍攻擊。擁有能夠無視MS 逆X的I力場直接將其背包組件摧毀的威力，然而這也是劇中唯一的一次正式使用的場面，但在此之前也曾經過民兵團的改裝而在內部搭載著小型飛彈使用。此武裝的收納結構由於類似胸部多用途收納倉，因此理論上是同樣能夠換裝搭載其它種類的武裝裝備。
- 特殊機能：

核心戰鬥機
設置於正前方腰部的駕駛艙區塊能夠連同左右兩片腰間裙甲分離成為核心戰鬥機，於宇宙空間或是大氣圈內都具備巡航能力，然而由於本身並沒有戰鬥用武裝等相關配置，因此這項機能僅作為必要時保護駕駛員的手段。於劇中曾經過民兵團的特別改裝而在機翼上掛載小型飛彈用於防身。
IFBD系統
全名為「I力場光束驅動系統」，於機體啟動運作時I力場將會包覆整個機身，而這時的機體動作驅動皆是透過改變I力場的形狀並牽動機體來進行的，原理就如同身著一套看不見的動力外裝甲，也由於這項機能的關係∀鋼彈本身得以省略部分占空間的實體發動機與驅動裝置等，因此在機身中才會存在著如同胸部多用途收納倉這樣多餘出來的空洞結構。
自我修復
於機體受損位置會如同結痂般產生奈米機械層包覆，接著視受損狀況的不同由奈米機械逐漸進行修復，實際最大修復範圍與修復速度等具體詳細不明。另有這麼一說是這項修復機能除了能夠修復機體本身之外，連駕駛員的肉體也能夠進行修復，但實際詳細不明。於劇中的表現僅有修復∀鋼彈輕微受損的頭部該次而已。
空間轉移
使用條件與作用範圍等具體詳細不明。於劇中有兩次表現，∀鋼彈在月球表面與逆X和班迪特拉的戰鬥中首次展示空間轉移，∀鋼彈雙手持發動狀態的光束軍刀並將兩臂連同刀身平舉，接著極高速的旋擺兩臂，隨之從眾人眼前消失。不久後月面都市的出入口被完全封鎖，∀鋼彈在伴隨著一陣巨響和閃光后突然出現在月面都市皇宮附近。(在遊戲sd gundam g generation中，機體∀ガンダム(黒歴史)能進行空間轉移)
7th-GMPT
全名為「第七代米諾夫斯基物理理論」的非破壞性對MS無力化的技術，具體詳細不明。∀鋼彈的後武器挂架原本計劃在“∀系統”的構想階段配備基於第七代米諾夫斯基物理理論的武器。然而，此類武器的開發進度未能趕上“∀系統”的演示測試，因此光束軍刀被臨時裝上作爲∀鋼彈用於近戰的武器。
- 故事：

於正歷以前的一場鬥爭之中，∀鋼彈因不明原因使用了毫微奈米機械系統「月光蝶」大肆將地球文明摧毀殆盡，完成行動後便被置於英格里薩近郊的一座環狀山脈之中，同時機身被奈米機械層完全包覆，封印在此處。然而不知道何時開始的，包覆於∀鋼彈表層的奈米機械層被刻劃成了「白色人偶」的形象，長久以來被當地居民們當作神明般景仰與膜拜。時間來到正歷２３４５年一個夏至的夜晚，一群英格里薩的居民們正在白色人偶所在處舉行成年禮之際，突如其來的砲火襲向此處，因此受到驚動的∀鋼彈便被啟動了，逐漸退去奈米機械層並且自動執行了機體運作系統，向著敵方迎擊了過去。在此之後∀鋼彈便逐漸成為了地球人反抗的象徵，也做為最大的一道城牆抵禦著外來者們的威脅，同時串起了整個故事。
- 機械設定：席德·米德

弗拉特
- 名稱：弗拉特／FLAT
- 愛稱：高跟鞋
- 型式編號：FLAT-L06D
- 駕駛員：羅倫．塞克、基斯．雷傑、芙蘭．德爾、約瑟夫．耶特、布魯諾、亞可普、蘇絲亞．海姆、其他
- 所屬：英格里薩民兵團
- 全高：20.6公尺
- 降下型態時全長：14.7公尺
- 重量：22.3公噸
- 發電機型式：VG
- 發電機出力（推定）：1,500kw（±5,000）
- 裝甲材質：ECO型
- 武裝：

腕部電熱刃x2
腳部電熱刃x2
手持式高射炮
超振動器
弗拉特最特別的一項武裝，能夠以極高的頻率超音速震動機身，透過巧妙的操作不但能夠做為武器直接以高頻率震動下的肢體接觸敵人並造成殺傷，也能夠以全機身超音速震動做為防禦手段完全抵擋敵人的攻擊，可以說是攻防一體的強悍武裝。於劇中也曾有用來挖鑿岩壁或遁入地底等特別的使用方式。似乎最大的罩門是機體的頭部，唯有頭部的部份無法被這項武裝作用到。
投擲爆彈
相當於手榴彈型的實體武裝，主要是藉由拋物線投擲的使用方式使彈體躍過障礙物並給予後方的敵人殺傷。
盒型光束步槍
弗拉特主要的泛用射擊武裝，對應於中、遠距離情況下的戰鬥，可伸縮摺疊成盒型的設計構造加上輕巧的槍身，使得這項武裝不論是攜帶還是使用起來都方便無比。於劇中也曾有過持雙槍使用的特別場面。
盒型火箭砲
盒型飛彈發射器
弗拉特所配備對應中距離用的武裝之一，其設計思想依舊是以輕巧且方便使用為原則，本武裝一般攜行時是處於摺疊成盒狀的狀態，當需要使用時便直接展開發射莢艙即可，而使用狀態下為二十連裝的小型飛彈發射器。
其它
- 故事：

於兩年前由月之民的地球回歸先遣部隊帶著六機降下至地球，之後這段時間裡則被各別隱藏在地球上。兩年後的正歷2345年，地球人與月之民暴發移民紛爭後，羅倫．塞克等人的二號座機經過基斯．雷傑的一意孤行而輾轉賣到了英格里薩民兵團的手裡，由民兵團變更塗裝配色為紅色之後，隨後便被做為主力MS活躍於這場爭鬥之中。在劇中也曾多次有同型機登場，但似乎並非為當初先遣部隊帶下的那六機之一，而是於更古遠之前月之民秘訪地球時所留下的。
- 機械設定：SYD MEAD

卡布爾
- 名稱：卡布爾／KAPOOL
- 分類：MS
- 型式編號：AMX-109
- 駕駛員：蘇絲亞．海姆、梅雪．昆
- 全高：14.0公尺
- 重量：38.7公噸
- 稼働重量：17.5公噸
- 發電機型式：MY
- 發電機出力（推定）：3680kw
- 裝甲材質：鋼彈合金（雙重裝甲）
- 武裝：

雷射光束
超音衝擊器
飛彈x8
手槍
自走式高射炮
其它
- 簡介：

由席德．蒙札等人於英格里薩近郊山脈挖掘出的具複數狀態的機體，本機體與黑歷史時代時存在的水陸兩用MS卡普爾有著幾近相同的造型，但卡布爾明顯較小型一些，兩者可以在人類或其他標準尺寸的ms比較時識別。
伯爾加納
- 名稱：伯爾加納／BORJARNON
- 黑歷史時代名稱：薩克
- 分類：MS
- 型式編號：MS-06
- 駕駛員：賈邦．葛尼、蘇絲亞．海姆、艾姆茲、其他
- 所屬：魯迦納民兵團
- 全高：17.5公尺
- 武裝：

伯爾加納火箭砲
伯爾加納機關槍
電熱斧
多彈頭手榴彈
其它
- 簡介：

於魯迦納領土內挖掘出的MS，類似舊時代時被稱為「薩克」的機體，武裝皆以實體兵器為主，其命名來自魯迦納領主的姓氏。
加農伊魯庫特
- 名稱：加農伊魯庫特／CANNON ILLEFUTO
- 分類：MS
- 型式編號：SPA-51
- 駕駛員：威爾．基姆
- 所屬：迪亞娜回歸軍
- 全高：15公尺
- 武裝：

背部小口徑砲
- 簡介：

於金格斯雷山谷附近挖掘出的MS，主要武裝為背部的小口徑多管加農砲，而機體左臂類似盾牌的護甲構造則能夠提供本機一定的防護能力。
哥德溫
- 名稱：哥德溫／GODWIN
- 分類：MS
- 型式編號：NRS-P701R
- 駕駛員：布魯諾、亞可普
- 所屬：英格里薩民兵團
- 全高：約15公尺
- 武裝：

電熱斧
背部機關炮
其它
- 簡介：

由被民兵團回收的MS高佐改裝而成，除了主要武裝由磁軌加農砲改為機關砲之外，機體的四肢皆有改裝調整過。
賈邦專用伯爾加納
- 名稱：賈邦專用伯爾加納／GAVANE`S BORJARNON
- 分類：MS
- 型式編號：MS-05
- 駕駛員：賈邦．葛尼
- 所屬：魯迦納民兵團
- 全高：17.5公尺
- 武裝：

伯爾加納火箭砲
伯爾加納機關槍
電熱斧
多彈頭手榴彈
其它
- 簡介：

於魯迦納領土內挖掘出的MS，類似舊時代時被稱為「薩克」的機體，武裝皆以實體兵器為主，其命名來自魯迦納領主的姓氏。因為造型特別因此做為隊長機由賈邦．葛尼搭乘使用。

### 迪亞娜回歸軍
沃多姆
- 名稱：沃多姆／WODOM
- 俗稱：稻草人
- 分類：MS
- 型式編號：JMA0530（MODEL U）
- 駕駛員：波．艾吉、菲爾．阿卡曼、班迦姆、其他
- 所屬：迪亞娜回歸軍
- 全高：40.0公尺
- 武裝：

對艦用光束砲
三連裝大型飛彈x2
對空用火神砲x2
小型飛彈發射裝置x4
其它
- 簡介：

迪亞娜回歸軍的主力MS之一，因其外觀被地球人稱為稻草人。
- 機械設定：SYD MEAD

金斯摩
- 名稱：金斯摩／GOLD SUMO
- 俗稱：金亮的機械人偶
- 分類：MS
- 型式編號：MRC-F20
- 駕駛員：哈利．歐德
- 所屬：迪亞娜回歸軍
- 全高：20.3公尺
- 重量：34.2公噸
- 稼働重量：27.4公噸
- 發電機型式：HPHGCP
- 發電機出力（推定）：3400kw（±5000）
- 裝甲材質：MFE鋼迪烏姆FGI複合材
- 武裝：

光束手槍
軍配型電熱斧（電熱扇）
I力場產生裝置（IF增壓器、IF艙）
其它
- 簡介：

斯摩的隊長機，除了裝甲外其餘性能與一般斯摩相同。
- 機械設定：SYD MEAD

銀斯摩
- 名稱：銀斯摩／SILVER SUMO
- 分類：MS
- 型式編號：MRC-F20
- 駕駛員：迪亞娜．舒尼爾親衛隊（凱拉、康德拉福特）、波．艾吉、其他
- 所屬：迪亞娜回歸軍
- 全高：20.3公尺
- 重量：34.2公噸
- 發電機型式：HPHGCP
- 發電機出力（推定）：3400kw（±5000）
- 裝甲材質：MFE鋼迪烏姆FGI複合材
- 武裝：

光束手槍
軍配型電熱斧（電熱扇）
I力場產生裝置（IF增壓器、IF艙）
其它
- 簡介：

迪亞娜回歸軍的主力MS，擁有高運動性與反應速度，於重力環境下可懸浮於地面並作高速移動。I力場能把敵方光束攻擊無效化。
- 機械設定：SYD MEAD

伊蓋爾
- 名稱：伊蓋爾／EAGAIL
- 分類：MS
- 型式編號：TAF-M9
- 駕駛員：柯連．南達
- 所屬：迪亞娜回歸軍
- 全高：21公尺
- 武裝：

絞鑽棒（柯連機專用）
- 簡介：

能夠變形為類似二足恐龍般的模式，此模式下具有高度的地面機動能力，且可以使用頭錘突擊敵人。
高佐
- 名稱：高佐／GOZZO
- 分類：MS
- 型式編號：NRS-P701
- 駕駛員：布魯諾、亞可普
- 所屬：迪亞娜回歸軍
- 全高：約15公尺
- 武裝：

背部磁軌加農砲
- 簡介：

以長距離砲擊戰為主要作戰目地開發出來的小型MS，主要武裝為背部磁軌加農砲。本機體是迪亞娜回歸軍擁有的MS中最舊型的。
雷特隊弗拉特
- 名稱：弗拉特／FLAT
- 分類：MS
- 型式編號：FLAT-L06D TYPE-R
- 駕駛員：坎薩．卡夫卡、穆隆．穆隆、其他
- 所屬：迪亞娜回歸軍
- 全高：17.5公尺
- 降下型態時全長：14.7公尺
- 重量：22.3公噸
- 發電機型式：VG
- 發電機出力（推定）：1,500kw（±5,000）
- 裝甲材質：ECO型
- 武裝：

腕部電熱刃x2
腳部電熱刃x2
盒型光束步槍
盒型火箭砲
盒型飛彈發射器
超振動器
鬍子迴力鏢（24話）
- 簡介：

由古遠之前秘訪地球的月之民所遺留下的可變型MS，後來經由其子嗣改裝過，使得本機體即使到了現在依舊有著相當的性能與戰力。
- 機械設定：SYD MEAD

瓦德
- 名稱：瓦德／WAD
- 俗稱：犰狳
- 分類：WaD
- 型式編號：MRC-U11D
- 駕駛員：波．艾吉、傑諾亞、雷亞、雷特隊、其他
- 所屬：迪亞娜回歸軍
- 全高：7.0公尺
- 武裝：

連結式破壞棍
機關砲
格林式機關砲
火箭彈發射筒
其它
- 簡介：

小型複座型MS，雖然機體的尺寸不大，但擁有多樣化的武器裝備，使得本機依舊能夠發揮出不錯的戰力。
姆托
- 名稱：姆托／MUTTOWOOOO
- 分類：MS
- 型式編號：MRC-F31（月之民登錄時的型式編號）、J-2126（舊文明時的型式編號）
- 駕駛員：泰蘭特、巴頓、其他
- 所屬：迪亞娜回歸軍
- 武裝：

腰部米加粒子砲
腕部半固定式電熱鉈兼用光束步槍
- 簡介：

由月之民挖掘出來的舊文明時代的可變型MS，根據解析出來的資料顯示，本機體原本是運用在木星圈內的，因此設計上為了對抗木星圈的重力場而配備有大出力的推進裝置。
機動肋裝
- 名稱：機動肋裝／MOBIL RIB
- 分類：機動肋裝
- 型式編號：MR-SPI05Ω"JETSTREAM"
- 駕駛員：亞尼、其他
- 所屬：迪亞娜回歸軍
- 全高：20公尺
- 簡介：

民間的作業用MS。
- 機械設定：SYD MEAD

### 金卡納姆艦隊
瑪希羅
- 名稱：瑪希羅／MAHIROO
- 分類：MS
- 型式編號：G-838
- 駕駛員：史威松．史特洛、其他
- 所屬：金卡納姆艦隊
- 驅動系統：人工筋纖維
- 武裝：

環狀防盾內藏米加粒子砲
左腕部半固定式刀刃
小型手槍（高速徹甲彈）
- 簡介：

金卡納姆艦隊的主力量產MS，頭部具有極佳的複合索敵機能，而特徵的右臂武裝則兼具攻擊能力與防禦能力。
班迪特
- 名稱：班迪特／BANDIT
- 複數機狀態：班迪特隊
- 型式編號：G-M1F（金卡納姆隊登錄時）、XM-0754
- 駕駛員：梅莉貝爾．加吉特
- 所屬：金卡納姆艦隊
- 武裝：

光束軍刀
拘束兵器x2
烏基裝甲（分泌裝甲）
- 簡介：

於月球挖掘出來的MS，特徵為具有特殊的烏基裝甲（分泌裝甲），受到攻擊的被彈部位會從該處骨架滲出奈米機械去填補與修復，因此擁有高度的防禦能力。
- 機械設定：SYD MEAD

貝羅納
- 名稱：貝羅納／BELLONA
- 型式編號：MRC-C03"麥提菲羅"
- 所屬：金卡納姆艦隊
- 簡介：

月之民所使用的泛用作業型MS。
茲桑
- 名稱：茲桑／ZSSAN
- 型式編號：G-M2F（金卡納姆隊登錄時）、AMX-1002
- 駕駛員：卡西姆、戴繆、其他
- 所屬：金卡納姆艦隊
- 裝甲材質：鋼彈合金
- 武裝：

7連肩部飛彈莢艙
腕部3連飛彈x2
大腿部6連飛彈x2
腳部6連飛彈x2
伸縮拳x2
其它
- 簡介：

於月球挖掘出來的MS之一，全身擁有大量的飛彈發射裝置，能夠發揮強大的火力。據解析本機似乎是由黑歷史時代的MS茲沙演進而來的。
逆X
- 名稱：
- 型式編號：Concept-X6-1-2（project-6 division-1 block-2）
- 駕駛員：基姆．金卡納姆
- 所屬：金卡納姆艦隊
- 全高：20.5公尺
- 重量：50.6公噸
- 稼働重量：30.2公噸
- 發電機型式：unknown
- 發電機出力推定（w換算）：68000kw（±5000〜500000+）
- 裝甲材質：unidentified
- 武裝：

背部武裝平台"黑色貫擊"（光束步槍、火箭砲等多數武器的複合體）
相當於武器掛架的複合式武裝背包，於掛載點上各別具有對武裝的能源填充、彈藥補充機構等功能。光束步槍為其掛載武裝之一，主要為對應中、遠距離下的戰鬥，與∀鋼彈的光束步槍具有相似的造型與設計概念，也能透過調整出力的方式對應各種戰況上的需要。火箭砲為逆X擁有的武裝中少有的實體彈類別武裝，在設計上與光束步槍同為方便攜行使用的輕型武裝型式，但能夠發射大威力的火箭彈，對一般MS具有一擊必殺的絕對破壞力，即便面對擁有I力場的MS也不失為一種防制武裝。光束手槍於劇中並未被裝備使用，推估設計概念與光束步槍不同，應該是以速射性能為優先考量的中、近距離用武裝。三連裝飛彈發射器於劇中同樣並未被裝備使用，推估設計概念也與火箭砲不同，主要運用方式應該是於中、近距離下的援護射擊或連發射擊下短時間給予壓制。
右手（3連裝光束投射系統、溶斷破壞機械手＜閃光掌＞）
腳部米加粒子砲x2
逆X的雙腿內藏有大出力的米加粒子砲裝置，由於能夠與本體分離並透過遠端操控使用，因此賦予了本機對應中、遠距離下戰鬥更多元的手段，使用時需要將腳掌機構縮攏充當發射口，而其威力足以一擊將一般MS擊破。於劇中不論是與本體分離又或結合狀態下皆有使用過，甚至曾透過三連裝光束投射系統與兩具腳部米加粒子砲的齊射下展現了驚人的威力，一擊就將威爾基姆戰艦擊毀。
身體（能夠分離為9個區塊，並且透過內藏武裝發動全方位攻擊）
逆X的身驅由九個主要區塊構成，分別是胸部、髖部、雙肩、雙腕、雙腿以及背包，各個部位皆有獨立的驅動裝置且擁有內藏武裝，能夠透過包圍敵人的方式展開拘束力場並且使用其武裝進行全方位攻擊一舉殲滅範圍內的敵機，此攻擊方式也被稱為血的包圍網。於劇中充分展現了靈活的使用方式，除了攻擊的用途之外也能夠以分離身驅的方式迴避敵機的攻擊，甚至突破某些地形上的限制以個別區塊做一般大小MS辦不到的區域上移動。
頭部（做為駕駛艙的「X之首」，同時也擁有軌道衛星砲凱拉斯基利的控制系統）
逆X的頭部主要做為駕駛艙的機能，同時掌管各個區塊的系統連結與資料匯集的處理中樞，似乎也是精神感應系統的裝置之所在，不管是結合狀態又或是分離狀態皆能夠對身驅又或個別的肢體進行操控，甚至單單僅靠駕駛者的思想就能達到操控的目地，另外在必要時頭部也能夠做為保護駕駛員與系統資料的逃生裝置脫離。劇中曾透過系統連結使用軌道衛星砲凱拉斯基利，但這部分具體詳細不明。
- 特殊機能：

自我修復
能夠根據機體受損的程度，由奈米機械在一定時間內對受損部位逐漸進行修復。於劇中並未使用過這項機能，因此具體詳細不明。
能量吸收
逆X能夠將所受的攻擊能量吸收並轉化成為自身能夠使用的能源，甚至觸及之物體的能量也可以直接吸收，但具體詳細不明。於劇中初起動時曾強制將月面粗体文本都市建迦拿姆的能源吸收殆盡，另外在對抗哈利．歐德所領頭的討伐隊時也曾直接將其所有MS斯摩集中而來的攻擊能量完全吸收，並轉化為自身能源後啟動了禁忌的兵器月光蝶。似乎連生物的生體能量也能夠一併吸收。
月光蝶
- 簡介：

於月球挖掘出來的神秘MS，與∀鋼彈同為逆系列的機體，擁有無與倫比的戰鬥能力。
- 機械設定：SYD MEAD

### 其它MS
飞翼高达零式
- 名稱：Wing Gundam Zero
- 型式編號：XXXG-00W0
- 駕駛員：希罗·尤尔（主要）
- 所屬：G小队→预防者
- 簡介：

在科伦·南达的回忆当中出现的活跃于“黑历史”时期当中的后殖民纪元的高达，主要驾驶员为希罗·尤尔。

## 各話標題
| 話數 | 日文標題 | 中文標題          | 劇本                           | 演出                           | 分鏡                           | 作畫監督                       |
| ---- | -------- | ----------------- | ------------------------------ | ------------------------------ | ------------------------------ | ------------------------------ |
| SP   |          |                   | -                              | -                              | -                              | -                              |
| 1    |          | 向著月亮高呼      | 星山博之                       | 渡邊哲哉                       | 斧谷稔                         | 土器手司                       |
| 2    |          | 成年禮            | 千葉克彦                       | 森邦宏                         | 斧谷稔                         | 佐久間信一                     |
| 3    |          | 祭典之後          | 浅川美也                       | 南康宏                         | 斧谷稔                         | 鈴木藤雄                       |
| 4    |          | 故鄉的軍人        | 高橋哲子                       | 西森章                         | 西森章                         | 佐久間信一                     |
| 5    |          | 迪亞娜降臨        | 星山博之                       | 岩崎良明                       | 斧谷稔 菱田正和                | 戸部敦夫                       |
| 6    |          | 被遺忘的過去      | 千葉克彦                       | 池端隆史                       | 横山彰利                       | 新保卓郎 中田栄治              |
| 7    |          | 貴婦人修行        | 浅川美也                       | 森邦宏                         | 森邦宏                         | 佐久間信一                     |
| 8    |          | 蘿拉的牛          | 高橋哲子                       | 渡邊哲哉                       | 横田和                         | 鈴木藤雄                       |
| 9    |          | 柯連呼喊鋼彈      | 星山博之                       | 西森章                         | 西森章                         | 佐久間信一                     |
| 10   |          | 掃墓              | 高山治郎                       | 山口美浩                       | 斧谷稔 菱田正和                | 新保卓郎 中田栄治              |
| 11   |          | 諾克斯崩潰        | 千葉克彦                       | 池端隆史                       | 川瀨敏文                       | 佐久間信一                     |
| 12   |          | 地下迴廊          | 星山博之                       | 杉谷光一                       | 横田和                         | 宇野真                         |
| 13   |          | 年長的人          | 浅川美也                       | 岩崎良明                       | 斧谷稔 横山彰利                | 戸部数夫 菱沼義仁              |
| 14   |          | 離別、重逢        | 高山治郎                       | 西森章                         | 西森章                         | 新保卓郎 中田栄治              |
| 15   |          | 消逝的回憶        | 高橋哲子                       | 渡邊哲也                       | 斧谷稔                         | 佐久間信一                     |
| 16   |          | 逆A的一切(總集編) | 總集篇（該集工作人員表未記載） | 總集篇（該集工作人員表未記載） | 總集篇（該集工作人員表未記載） | 總集篇（該集工作人員表未記載） |
| 17   |          | 建國的風暴        | 浅川美也                       | 森邦宏                         | 森邦宏                         | 鈴木藤雄                       |
| 18   |          | 姬艾爾與迪亞娜    | 高山治郎                       | 山口美浩                       | 斧谷稔 菱田正和                | 佐久間信一                     |
| 19   |          | 蘇絲亞的戰爭      | 星山博之                       | 北川正人                       | 斧谷稔 川瀬敏文                | 杉光登                         |
| 20   |          | 阿妮斯力量        | 高橋哲子                       | 西森章                         | 西森章                         | 新保卓郎 中田栄治              |
| 21   |          | 迪亞娜奮戰        | 星山博之                       | 渡邊哲也                       | 横田和                         | 佐久間信一                     |
| 22   |          | 哈利的災難        | 高山治郎                       | 森邦宏                         | 森邦宏                         | 戸部敦夫                       |
| 23   |          | 蒂蒂絲的遺言      | 大河内一楼                     | 山口美浩                       | 斧谷稔 工堂紘軌                | 佐久間信一                     |
| 24   |          | 蘿拉的遠吠        | 高橋哲子                       | 南康宏                         | 斧谷稔 金剛寺弾                | 新保卓郎 中田栄治              |
| 25   |          | 威爾基姆離陸      | 太田愛                         | 北川正人                       | 斧谷稔 鳥羽聡                  | 杉光登                         |
| 26   |          | 覺悟的戰鬥        | 高山治郎                       | 渡邊哲也                       | 網野哲郎                       | 佐久間信一                     |
| 27   |          | 夜裡的拂曉        | 高山治郎                       | 鳥羽聡 森邦宏                  | 斧谷稔                         | 後藤雅巳 菱沼義仁              |
| 28   |          | 寄託之物          | 星山博之                       | 西森章                         | 西森章                         | 新保卓郎 中田栄治              |
| 29   |          | 兩個舒尼爾        | 星山博之                       | 山口美浩                       | 斧谷稔 横田和                  | 佐久間信一                     |
| 30   |          | 懷抱胸中          | 浅川美也                       | 北川正人                       | 斧谷稔 工堂紘軌                | 杉光登                         |
| 31   |          | 追擊！愛哭鬼波    | 高橋哲子                       | 南康宏                         | 斧谷稔 小原正和                | 佐久間信一                     |
| 32   |          | 神話之王          | 太田愛                         | 池端隆史                       | 横山彰利                       | 新保卓郎 中田栄治              |
| 33   |          | 馬紐普奇攻略      | 太田愛                         | 森邦宏                         | 斧谷稔 西本由紀夫 森邦宏       | 戸部敦夫                       |
| 34   |          | 飛吧！平流層      | 高山治郎                       | 山口美浩                       | 川瀨敏文                       | 佐久間信一                     |
| 35   |          | 札克特雷卡        | 斧谷稔 星山博之                | 西森章                         | 斧谷稔 西森章                  | 新保卓郎 中田栄治              |
| 36   |          | 民兵團宇宙決戰    | 大河内一楼                     | 南康宏                         | 南康宏                         | 佐久間信一                     |
| 37   |          | 月世界之門        | 高橋哲子                       | 池端隆史                       | 横山彰利                       | 佐久間信一                     |
| 38   |          | 戰鬥神金卡納姆    | 浅川美也                       | 森邦宏                         | 高田淳                         | 新保卓郎 中田栄治              |
| 39   |          | 小行星爆炸        | 高山治郎                       | 山口美浩                       | 奥田誠治                       | 佐久間信一                     |
| 40   |          | 月面的海戰        | 大河内一楼                     | 渡邊哲也                       | 網野哲郎                       | 戸部敦夫 菱沼義仁              |
| 41   |          | 戰鬥的決斷        | 星山博之                       | 西森章                         | 西森章                         | 佐久間信一                     |
| 42   |          | 逆X起動           | 浅川美也                       | 南康宏                         | 奥田誠治                       | 新保卓郎 中田栄治              |
| 43   |          | 衝擊的黑歷史      | 高橋哲子                       | 池端隆史                       | 赤根和樹                       | 佐久間信一                     |
| 44   |          | 新的敵人          | 高山治郎                       | 森邦宏                         | 日高政光                       | 戸部敦夫                       |
| 45   |          | 背叛的葛安        | 大河内一楼                     | 鳥羽聡                         | 奥田誠治                       | 佐久間信一                     |
| 46   |          | 重返地球          | 星山博之                       | 渡邊哲哉                       | 奥田誠治 斧谷稔                | 新保卓郎 中田栄治              |
| 47   |          | 金卡納姆來襲      | 高橋哲子                       | 西森章                         | 斧谷稔 西森章                  | 佐久間信一                     |
| 48   |          | 迪亞娜回歸        | 高山治郎                       | 南康宏                         | 奥田誠治 斧谷稔                | 佐久間信一                     |
| 49   |          | 月光蝶            | 高山治郎                       | 池端隆史                       | 斧谷稔 横山彰利                | 新保卓郎 中田栄治              |
| 50   |          | 黃金之秋          | 浅川美也                       | 森邦宏                         | 斧谷稔 川瀬敏文                | 後藤雅巳 菱沼義仁              |

## 製作人員
- 企画：SUNRISE
- 原作：矢立肇、富野由悠季
- 总监督：富野由悠季
- 腳本：星山博之、千葉克彥、淺川美也、高橋哲子、高山治郎、大河內一樓、太田愛
- 角色原案：安田朗
- 人物设計：菱沼义仁
- 机械设定：大河原邦男、SYD MEAD、重田敦司、沙仓拓实
- 美术监督：池田繁美
- 音响监督：鹤冈阳太
- 音乐：菅野洋子
- 制作：富士电视台、SUNRISE

## 主題歌

### 片頭曲

作詞 - 井荻麟／作曲 - 小林亜星／編曲 - 矢田部正／主唱 - 西城秀樹（キングレコード）
（2話～38話）
『CENTURY COLOR』
作詞 - 井荻麟、浜口祐夢／作曲 - 浜口祐夢／編曲 - RAY-GUNS／主唱 - RAY-GUNS
（39話～50話）

### 片尾曲
『AURA』
作詞・作曲 - 谷村新司／編曲 - 菅野洋子／主唱 - 谷村新司（ポニーキャニオン）
（1話～15話、17話～40話）

作詞 - 井荻麟／作曲・編曲 - 菅野洋子／主唱 - 奥井亞紀
（41話～49話）

作詞 - C.Piece／作曲・編曲 - 菅野洋子／主唱 - 奥井亞紀
（最終話）

### 插曲
『Moon』
作曲/編曲 - 菅野洋子／作詞/主唱 -  Gabriella Robin
『羽化』
作詞 - 岩里祐穂／作曲 - 菅野洋子／編曲 - 菅野洋子／主唱 - 大塚宗一郎
『ALFA and OMEGA』
作詞 - Carla Vallet／作曲 - 菅野洋子／編曲 - 菅野洋子／主唱 - Carla Vallet
『月下美人』
作詞 - 井荻麟／作曲 - 小林亜星／編曲 - 矢田部正／主唱 - 西城秀樹
『Until』
作詞 - Chris Mosdell／作曲 - 菅野洋子／編曲 - 菅野洋子／主唱 - Maryanne Murray
『The song of a stone』
作詞 - Chris Mosdell／作曲 - 菅野洋子／編曲 - 菅野洋子／主唱 - 大塚宗一郎

### 劇中歌

作詞 - 井荻麟／作曲 - 菅野洋子／編曲 - 菅野洋子／主唱 - 

## 劇場版
2002年2月9日公映，原電視動畫上再剪輯並追加局部新作畫面。
「劇場版∀高達I 地球光」
（第1話 - 第27話）
「劇場版∀高達II 月光蝶」
（第28話 - 第50話）
- 片尾曲
「AFTER ALL」

作詞 - Chris Mosdell / 作曲・編曲 - 菅野よう子 / 唄 - Donna Burke

## 外部連結
- Turn A Gundam官方網頁 （页面存档备份，存于）
- Gundam Perfect Web（日本機動戰士官方網站） （页面存档备份，存于）